# Список премьер-министров Кении
Представлены руководители правительства Кении (англ. Kenya, до 12 декабря 1963 года — англ. Keenya) в период достижения страной независимости, затем в монархический и республиканский периоды её истории.

## Период достижения независимости (1960—1963)
На выборах в законодательный совет 1961 года 19 мест завоевал Национальный союз африканцев Кении (КАНУ), 11 мест — Кенийский африканский демократический союз (КАДУ). Однако представители КАНУ отказались формировать правительство до освобождения из ссылки лидера партии и кенийского освободительного движения Джомо Кениаты.
В этих условиях было сформировано временное правительство («правительственное управление») во главе с лидером КАДУ Рональдом Гидеоном Нгалой. Вскоре оно было преобразовано в «представительство Общин», что отражало политическую платформу КАДУ на федерализацию Кении.
После освобождения Джомо Кениаты двумя партиями было сформировано коалиционное правительство, возглавляемое обоими лидерами в качестве государственных министров по конституционным вопросам, а после проведения выборов 1963 года и предоставления Кении самоуправления первым премьер-министром стал лидер парламентского большинства Джомо Кениата.
|         | Портрет        | Имя                                                        | Начало полномочий | Окончание полномочий | Партия                                                                                     | Выборы | Должность                                                               |
| ------- | -------------- | ---------------------------------------------------------- | ----------------- | --- | ------------------------------------------------------------------------------------------ | ------ | ----------------------------------------------------------------------- |
| 1 (I)   |                | Рональд Гидеон Нгала (1923—1972) англ. Ronald Gideon Ngala | 18 апреля 1961    | 29 ноября 1961 | Кенийский африканский демократический союз                                                 | 1961   | Лидер правительственного управления англ. Leader of Government Business |
| 1 (II)  | 29 ноября 1961 | Рональд Гидеон Нгала (1923—1972) англ. Ronald Gideon Ngala | 6 апреля 1962     | Лидер Общин англ. Leader of the House                                                                                                 | Кенийский африканский демократический союз                                                 | 1961   |                                                                         |
| 1 (III) | 6 апреля 1962  | Рональд Гидеон Нгала (1923—1972) англ. Ronald Gideon Ngala | 31 мая 1963       | Государственные министры по конституционным вопросам англ. Ministers of State for Constitutional Affairs (коалиционное правительство) | Кенийский африканский демократический союз                                                 | 1961   |                                                                         |
| 2 (I)   | 6 апреля 1962  |                                                            | 31 мая 1963       | Государственные министры по конституционным вопросам англ. Ministers of State for Constitutional Affairs (коалиционное правительство) | Джомо Кениата (1891—1978) англ. Jomo Kenyatta урожд. Камау ва Нгенги англ. Kamau wa Ngengi | 1961   | Национальный союз африканцев Кении                                      |
| 2 (II)  | 1 июня 1963    | 12 декабря 1963                                            | 1963              | премьер-министр англ. Prime ministers                                                                                                 | Джомо Кениата (1891—1978) англ. Jomo Kenyatta урожд. Камау ва Нгенги англ. Kamau wa Ngengi |        | Национальный союз африканцев Кении                                      |

## Монархический период (1963—1964)
После провозглашения независимости Кении продолжил действовать кабинет, сформированный Джомо Кениатой. После провозглашения страны республикой президент стал непосредственно руководить правительством.
|        | Портрет | Имя                                                                                        | Начало полномочий | Окончание полномочий | Партия                             |
| ------ | ------- | ------------------------------------------------------------------------------------------ | ----------------- | -------------------- | ---------------------------------- |
| 2 (II) |         | Джомо Кениата (1891—1978) англ. Jomo Kenyatta урожд. Камау ва Нгенги англ. Kamau wa Ngengi | 12 декабря 1963   | 12 декабря 1964      | Национальный союз африканцев Кении |

## Республиканский период (после 1964)
После провозглашения Кении республикой пост премьер-министра вводился на короткое время как мера политического урегулирования острого политического и межэтнического кризиса, возникшего в 2007 году после отказа крупнейшей оппозиционной партии Оранжевое демократическое движение признать результаты президентских выборов 2007 года. Пост был предоставлен лидеру «оранжистов» Раилу Амоло Одинге для распределения властных полномочий в стране. После ухода со своего поста в 2013 году президента Мваи Кибаки пост премьер-министра был вновь упразднён.
|   | Портрет | Имя                                                 | Начало полномочий | Окончание полномочий | Партия                             |
| - | ------- | --------------------------------------------------- | ----------------- | -------------------- | ---------------------------------- |
| 3 |         | Раила Амоло Одинга (1945—) англ. Raila Amolo Odinga | 17 апреля 2008    | 9 апреля 2013        | Оранжевое демократическое движение |